# Back in the Saddle
Singles de Aerosmith
Draw the Line
Back in the Saddle est une chanson groupe de hard rock américain Aerosmith, sortie en single en 1976. Elle est utilisée dans la video d'introduction du jeu vidéo Guitar Hero: Aerosmith et dans le manège Rock 'n' Roller Coaster aux parcs Walt Disney Studios et Disney's Hollywood Studios.
Aujourd'hui, la chanson reste un classique sur les radio rock et dans les concerts. C'est sans doute l'une des chansons  les plus agressives d'Aerosmith qui aient atteint le Top 40, et  elle est citée par des musiciens de rock comme Slash et James Hetfield comme étant parmi leurs chansons de rock préférées.
La chanson fut utilisée notamment dans les films Shanghai Kid, en 2000, Red et The Fighter, en 2010.

## Charts
| Charts                 | Position |
| ---------------------- | -------- |
| U.S. Billboard Hot 100 | 38       |